# Dow Inc.
Dow Inc. — американская химическая компания. Штаб-квартира компании расположена в Мидленде, штат Мичиган. Компания была образована в 2019 году в ходе разделения DowDuPont, которая, в свою очередь, возникла в 2017 году слиянием Dow Chemical и DuPont.
В списке крупнейших компаний мира Forbes Global 2000 за 2022 год заняла 196-е место (185-е по размеру выручки, 146-е по чистой прибыли, 613-е по активам и 323-е по рыночной капитализации). Среди крупнейших компаний США Fortune 500 заняла 64-е место.

## История
В декабре 2015 года было достигнуто соглашение о слиянии Dow Chemical и DuPont, которое было завершено в августе 2017 года. Активы двух компаний были распределены по трём подразделениям: сельское хозяйство, материальное химическое производство и специализированная продукция. В апреле 2019 года подразделения стали самостоятельными компаниями: Corteva, Dow Inc. и «новая» DuPont.

## Руководство
- Джеймс Фиттерлинг (James Ray Fitterling, род. в 1962 году) — председатель совета директоров и главный исполнительный директор с 2019 года, в Dow Chemical с 1984 года.
- Говард Унгерляйдер (Howard Ungerleider, род. в 1968 году) — президент и главный финансовый директор с 2019 года, в Dow Chemical с 1990 года.

## Деятельность
Производственные мощности Dow насчитывают 104 предприятия в 31 стране.
Основные подразделения по состоянию на 2021 год:
- Упаковочные материалы и специализированные пластмассы — производство полиэтилена, полипропилена, синтетической резины; выручка 28,1 млрд долларов.
- Промышленные полуфабрикаты — различные химические вещества для промышленности, включая полиуретаны, растворители, смазочные материалы; выручка 16,9 млрд долларов.
- Эксплуатационные материалы и покрытия — различные материалы на основе акрилов, целлюлозы и силиконов; выручка 9,7 млрд долларов.

Основные регионы деятельности:
- США и Канада — 34 предприятия, из крупных 5 находятся в штате Техас, 2 в Луизиане, по одному в Кентукки и Мичигане, 2 в провинции Альберта; 49 % сотрудников, выручка 19,6 млрд долларов.
- Европа, Ближний Восток, Африка и Индия — 37 предприятий, из них крупнейшие в Германии (4), Нидерландах, Великобритании, и Испании; 29 % сотрудников, выручка 19,7 млрд долларов.
- Азиатско-Тихоокеанский регион — 18 предприятий, два крупнейших из них находятся в КНР и Таиланде; 14 % сотрудников, выручка 10,0 млрд долларов.
- Латинская Америка — 15 предприятий, крупнейшие из них в Аргентине и Бразилии; 8 % сотрудников, выручка 5,6 млрд долларов.